# Бостон (Кызыл-Тууский айылный аймак)
Бостон (кирг. Бостон) — село в Сузакском районе Джалал-Абадской области Кыргызстана. Административный центр Кызыл-Тууского айылного аймака.

## География
Село расположено в юго-восточной части области, к западу от реки Кёгарт, на расстоянии приблизительно 10 километров (по прямой) к северо-северо-востоку от села Сузак, административного центра района. Абсолютная высота — 841 метр над уровнем моря.

## Население
Согласно оценочным данным Национального статистического комитета Кыргызской Республики, численность населения села на начало 2023 года составляла 2877 человек.
| год     | 2009 | 2014 | 2015 | 2020 | 2021 | 2023 |
| ------- | ---- | ---- | ---- | ---- | ---- | ---- |
| человек | 2123 | 2668 | 2400 | 2690 | 2713 | 2877 |